# Cabiate
Cabiate est une commune italienne de la province de Côme dans la région Lombardie en Italie.

## Transport
La commune est traversée par la ligne de Milan à Asso, la gare de Cabiate est desservie par des trains régionaux R LeNord. C'est aussi une station de la ligne S2 du Service ferroviaire suburbain de Milan. 

## Administration
| Période                                  | Période  | Identité        | Étiquette           | Qualité |
| ---------------------------------------- | -------- | --------------- | ------------------- | ------- |
| 2004                                     | En cours | Maurizio Brenna | Cabiate oggi domani |         |
| Les données manquantes sont à compléter. |          |                 |                     |         |

### Communes limitrophes
Lentate sul Seveso, Mariano Comense, Meda, Seregno